# Vaccin contre l'hépatite A
Le vaccin contre l'hépatite A protège dans plus de 95 % des cas et assure une durée de protection contre le virus d’au moins dix ans. Le vaccin contient des virus de l'hépatite A inactivés et procure une immunité active contre une infection ultérieure.

## Histoire
Le vaccin a été progressivement administré à partir de 1996 aux enfants vivant dans les régions à risque élevé. En 1999, il a été largement diffusé dans les zones à niveau d'infection élevé. Aujourd'hui, aux États-Unis, le vaccin est fortement recommandé pour tous les enfants de 12 à 23 mois dans une perspective d’éradication du virus dans tout le pays. La licence d'origine pour le Havrix © par GlaxoSmithKline date de 1995. L'autorisation de mise sur le marché (AMM) de l'Avaxim de Sanofi Pasteur MSD date de 1996.
Il existe également un vaccin associé hépatite A et hépatite B le vaccin Twinrix de GlaxoSmithKline. L'INPES recommande de n'utiliser ce vaccin que dans le cas d'une double indication de vaccination contre l'hépatite B et contre l'hépatite A.
Plusieurs vaccins combinant hépatite A et fièvre typhoïde existent sur le marché comme le Tyavax ou le Vivaxim.

## Indications
Selon les Centers for Disease Control and Prevention, doivent être vaccinés les personnes suivantes : tous les enfants âgés de plus d’un an, les personnes dont l'activité sexuelle les expose au risque, les personnes ayant une maladie hépatique chronique, les gens qui sont traités avec des produits dérivés du sang comme les concentrés de facteurs de coagulation, les personnes travaillant au contact du virus, et les gens qui vivent dans des communautés où un foyer est présent.
En France, le calendrier vaccinal 2011 de l'InVS propose des recommandations similaires. Cependant, concernant les enfants et les jeunes, seuls ceux accueillis dans les établissements et services pour l'enfance et la jeunesse handicapées, et ceux nés de familles originaires d'un pays de haute endémicité, font l'objet d'une recommandation de vaccination systématique. En revanche, l'InVS recommande fortement la vaccination de l'entourage (après sérologie dans certains cas) en présence d'un cas d'hépatite A, en complément des mesures d'hygiène indispensables, à cause du risque de formes graves chez l'adulte.
L'hépatite A est la plus fréquente des maladies virales susceptible d’être contractée au cours d’un voyage qui soit évitable par la vaccination de sorte que les gens qui se rendent dans des régions où le virus est répandu comme le sous-continent indien, l’Afrique, l’Amérique centrale, l’Amérique du Sud, l'Extrême-Orient et l'Europe de l'Est devraient également être vaccinés,.

## Informations pratiques
Le vaccin doit être inoculé dans le muscle deltoïde (au niveau de l’épaule) et être administré en deux doses pour obtenir la meilleure protection. La dose initiale du vaccin doit être suivie par un rappel six à douze mois plus tard puis d'un rappel tous les 10 ans,. La protection contre le virus de l'hépatite A est effective deux à quatre semaines après la vaccination initiale,.
Selon des recommandations récentes de GlaxoSmithKline, datant de 2008, le premier rappel du vaccin Havrix peut désormais être effectué plus tardivement (jusqu'à cinq ans après la première injection).
Ce vaccin fait partie de la liste des médicaments essentiels de l'Organisation mondiale de la santé (liste mise à jour en avril 2013).